# Europacup I 1970/71

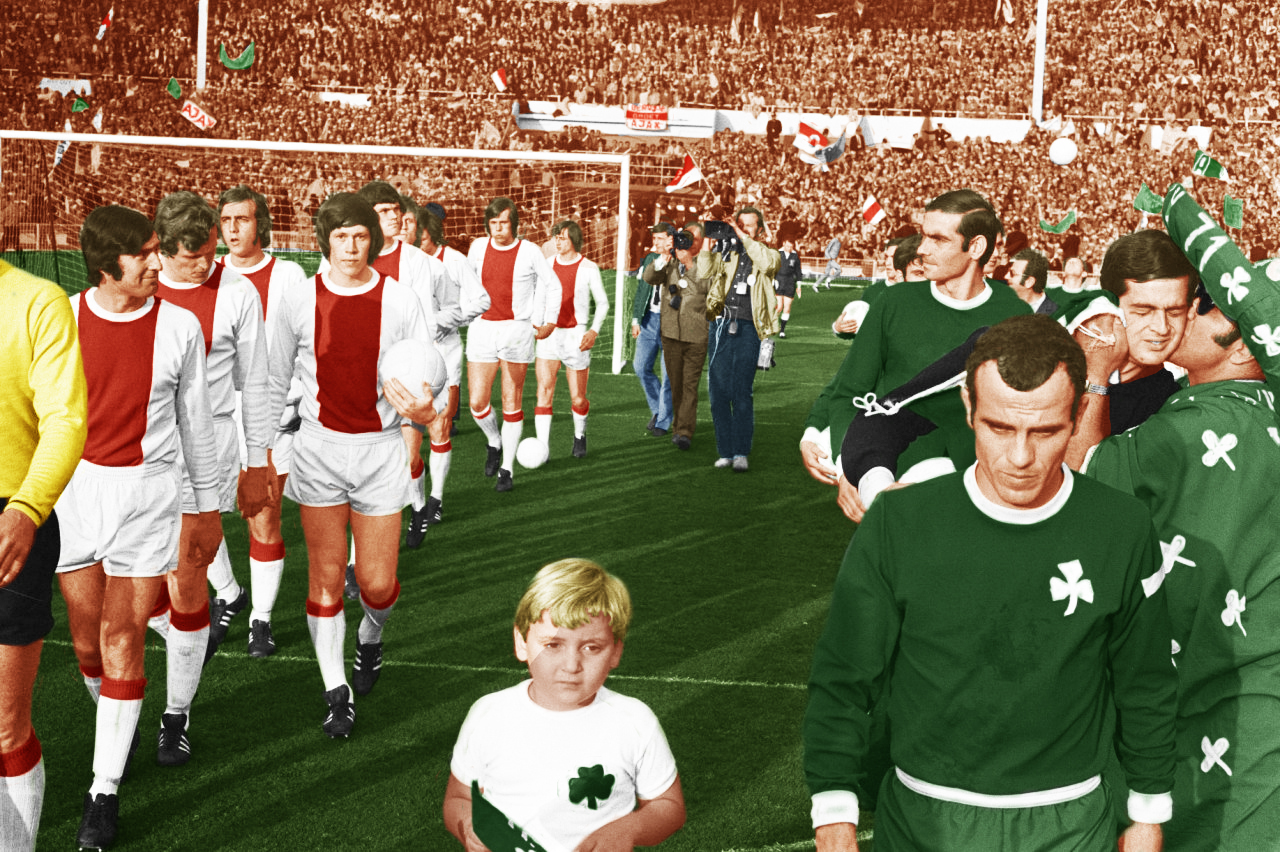
Finale, Ajax - Panathinaikos

De 16de editie van de Europacup I werd gewonnen door Ajax in een finale tegen Panathinaikos Athene.
De UEFA introduceerde tijdens dit toernooi voor het eerst de strafschoppenserie als de manier om wedstrijden die in een gelijke stand eindigen te beslissen. Het was de allereerste keer sinds de oprichting in 1955 dat Real Madrid niet van de partij was.

## Voorronde
| Team #1        | Tot.  | Team #2             | 1ste wed | 2de wed |
| -------------- | ----- | ------------------- | -------- | ------- |
| Levski-Spartak | 3 - 4 | FK Austria/WAC Wien | 3 - 1    | 0 - 3   |

## Eerste ronde
| Team #1                    | Tot.             | Team #2                  | 1ste wed | 2de wed |
| -------------------------- | ---------------- | ------------------------ | -------- | ------- |
| Cagliari Calcio            | 3 - 1            | AS Saint-Étienne         | 3 - 0    | 0 - 1   |
| Atlético de Madrid         | 4 - 1            | FK Austria/WAC Wien      | 2 - 0    | 2 - 1   |
| Rosenborg BK               | 0 - 7            | Standard Luik            | 0 - 2    | 0 - 5   |
| IFK Göteborg               | 1 - 6            | Legia Warschau           | 0 - 4    | 1 - 2   |
| 17 Nëntori Tirana          | 2 - 4            | Ajax                     | 2 - 2    | 0 - 2   |
| Spartak Moskou             | 4 - 4 (uitgoals) | FC Basel                 | 3 - 2    | 1 - 2   |
| Glentoran FC               | 1 - 4            | Waterford FC             | 1 - 3    | 0 - 1   |
| Celtic FC                  | 14 - 0           | KPV Kokkola              | 9 - 0    | 5 - 0   |
| Fenerbahçe SK              | 0 - 5            | FC Carl Zeiss Jena       | 0 - 4    | 0 - 1   |
| Sporting Clube de Portugal | 9 - 0            | Floriana FC              | 5 - 0    | 4 - 0   |
| Újpest Dósza               | 2 - 4            | Rode Ster Belgrado       | 2 - 0    | 0 - 4   |
| Feyenoord Rotterdam        | 1 -1 (uitgoals)  | UT Arad                  | 1 - 1    | 0 - 0   |
| EPA Larnaca                | 0 - 16           | Borussia Mönchengladbach | 0 - 6    | 0 - 10  |
| Everton FC                 | 9 - 2            | ÍB Keflavik              | 6 - 2    | 3 - 0   |
| Jeunesse d'Esch            | 1 - 7            | Panathinaikos Athene     | 1 - 2    | 0 - 5   |
| TJ Slovan Bratislava       | 4 - 3            | B 1903 Kopenhagen        | 2 - 1    | 2 - 2   |

## Tweede ronde
| Team #1                  | Tot.             | Team #2                    | 1ste wed | 2de wed |
| ------------------------ | ---------------- | -------------------------- | -------- | ------- |
| Cagliari Calcio          | 2 - 4            | Atlético de Madrid         | 2 - 1    | 0 - 3   |
| Standard Luik            | 1 - 2            | Legia Warschau             | 1 - 0    | 0 - 2   |
| Ajax Amsterdam           | 5 - 1            | FC Basel                   | 3 - 0    | 2 - 1   |
| Waterford FC             | 2 - 10           | Celtic FC                  | 0 - 7    | 2 - 3   |
| FC Carl Zeiss Jena       | 4 - 2            | Sporting Clube de Portugal | 2 - 1    | 2 - 1   |
| Rode Ster Belgrado       | 6 - 1            | UT Arad                    | 3 - 0    | 3 - 1   |
| Borussia Mönchengladbach | 2 - 2 (3-4 n.p.) | Everton FC                 | 1 - 1    | 1 - 1   |
| Panathinaikos Athene     | 4 - 2            | TJ Slovan Bratislava       | 3 - 0    | 1 - 2   |

## Kwartfinales
| Team #1            | Tot.             | Team #2              | 1ste wed | 2de wed |
| ------------------ | ---------------- | -------------------- | -------- | ------- |
| Atlético de Madrid | 2 (uitgoals) - 2 | Legia Warschau       | 1 - 0    | 1 - 2   |
| Ajax Amsterdam     | 3 - 1            | Celtic FC            | 3 - 0    | 0 - 1   |
| FC Carl Zeiss Jena | 3 - 6            | Rode Ster Belgrado   | 3 - 2    | 0 - 4   |
| Everton FC         | 1 - 1 (uitgoals) | Panathinaikos Athene | 1 - 1    | 0 - 0   |

## Halve finales
| Team #1            | Tot.             | Team #2              | 1ste wed | 2de wed |
| ------------------ | ---------------- | -------------------- | -------- | ------- |
| Atlético de Madrid | 1 - 3            | Ajax Amsterdam       | 1 - 0    | 0 - 3   |
| Rode Ster Belgrado | 4 - 4 (uitgoals) | Panathinaikos Athene | 4 - 1    | 0 - 3   |

## Finale
|             |                      |       |               |                                                                          |
| 2 juni 1971 | Ajax                 | 2 – 0 | Panathinaikos | Wembley Stadium, Londen Toeschouwers: 83.179 Scheidsrechter: Jack Taylor |
| 2 juni 1971 | Van Dijk 5' Haan 87' |       |               | Wembley Stadium, Londen Toeschouwers: 83.179 Scheidsrechter: Jack Taylor |

## Kampioen
| Europacup I – Seizoen 1970/71 |
| ----------------------------- |
| AFC Ajax 1ste titel           |